# Near to Earth
Near to Earth é um filme mudo norte-americano em curta-metragem, do gênero dramático, dirigido por D. W. Griffith em 1913.

## Elenco
- Lionel Barrymore
- Robert Harron
- Gertrude Bambrick
- Mae Marsh
- Kathleen Butler
- Walter Miller
- Dorothy Bernard
- Christy Cabanne
- Harry Carey
- Donald Crisp
- Charles Hill Mailes
- Joseph McDermott
- Mabel Normand
- Frank Opperman
- Wallace Reid
- Blanche Sweet